# Ješkovo
Jeshkovë en albanais et Jeskovo en serbe latin est une localité du Kosovo située dans la communede Prizren et dans le district de Prizren/Prizren. Selon le recensement kosovar de 2011, elle compte 434 habitants, tous albanais.
Le village est également connu sous d'autres noms albanais comme Jeshkova, Gjeqi ou Gjeq.

## Démographie

### Évolution historique de la population dans la localité
| 1948 | 1953 | 1961 | 1971 | 1981 | 1991 | 2011 |
| ---- | ---- | ---- | ---- | ---- | ---- | ---- |
| 185  | 202  | 255  | 347  | 398  | 405  | 434  |

|  |